# Около плажните кабинки
„Около плажните кабинки“ (на френски: Autour d'une cabine) е френски късометражен анимационен ням филм от 1894 година, създаден от Шарл-Емил Рейно. Пълното заглавие на филма е Autour d'une cabine ou Mésaventures d’un copurchic aux bains de mer и премиерата му се състои през декември същата година. Излъчван е пред публика до 1900 година в „Музея на восъчните фигури Гревен“ в Париж. Формално не е като истински анимационен филм, тъй като не е заснет на кинолента, а се състои от 636 ръчно нарисувани цветни диапозитиви, предназначени за излъчване със зоотроп. Самите картинки са били нарисувани през 1893 година. В оригиналния си вид филмът е бил с продължителност от 15 минути, но след реставрацията на оцелялите до наши дни кадри е сведен до 2 минути.

## Сюжет
Филмът представлява поредица от сцени на плаж с два реда кабинки за преобличане и трамплин за скокове във водата. Два персонажа скачат във водата от трамплина, след което се появяват на плажа. Една жена започва да си играе с малко кученце, а един мъж се присъединява към нея. Двама мъже играят на плажа, след което се преобличат в бански костюми и влизат във водата. Те се гмуркат във вълните и изплуват на края на кадъра. Един мъж плава с лодка във финалните кадри.